# Родезия на Олимпийских играх
Родезия принимала участие в трёх летних Олимпийских играх. Родезийские спортсмены никогда не принимали участие в зимних Олимпийских играх и никогда не выигрывали Олимпийских медалей.
Впервые спортсмены Южной Родезии приняли участие в Олимпийских играх в 1928 году на Олимпиаде в Амстердаме как команда британского протектората в Южной Африке. В следующий раз родезийские спортсмены приехали на Олимпийские игры в 1960 году в Рим, представляя Федерацию Родезии и Ньясаленда. В 1964 году в Олимпиаде в Токио участвовали уже спортсмены Южной Родезии, в то время формально ещё являвшейся британской территории. В Олимпийских играх 1968 года в Мехико родезийские спортсмены не смогли принять участие из-за интерпретации мексиканского правительства положений о паспортах.
После провозглашения в 1970 году независимой Родезийской республики родезийские спортсмены больше в Олимпийских играх участие не принимали. В 1972 году, за четыре дня до церемонии открытия Олимпиады в Мюнхене, Родезия была исключена из олимпийского движения Международным олимпийским комитетом, действовавшим под давлением со стороны других стран Африки, которые, не признавая законность родезийского государства, угрожали бойкотом игр. За это решение отдали свои голоса 36 членов МОК, против проголосовали 31 человек, трое воздержались. В 1980 году на Играх в Москве дебютировали спортсмены Зимбабве, страны де-факто ставшей правопреемником Южной Родезии.

## Участие в Играх
- 1928 год — В Амстердаме Родезию представляли два боксёра: Сесиль Биссет (англ. Cecil Bissett; лёгкий вес) и Леонард Холл (англ. Leonard Hall; полусредний вес).[4][5] В результате Биссет, победив по очкам мексиканца Карлоса Орельяну, вышел в 1/8 финала, где уступил, также по очкам, итальянцу Карло Орланди, ставшему в итоге чемпионом Игр. Холл в 1\16 финала победил по очкам немца Вильяма Вальтера, но в следующем раунде проиграл по очкам японцу Кинтаро Усуде.
- 1960 — В Риме команду Федерации Родезии и Ньясаленда представляли 15 спортсменов, в том числе боксёр из Северной Родезии Абе Беккер.[6] Больших успехов родезийские олимпийцы не добились. Так, стрелок Билл Гулливер (англ. Bill Gulliver) в стендовой стрельбе на траншейном стенде выбыл уже в квалификационном отборе, не сумев войти в 36 лучших, которые и продолжили спор за медали.
- 1964 — В Токио Родезию представляли 29 спортсменов, 25 мужчин и 4 женщины, которые приняли участие в 15 мероприятиях в 7 видах спорта.[7] В первый и последний раз страна отправила на игры своих представителей в командном виде спорта. Сборная Родезии по хоккею на траве в итоге поделила 11-е—12-е места с командой Бельгии. Стрелки Йоханнес Лампрехт (англ. Johannes Lamprecht) и Джон Ричардс (англ. John Richards) в стендовой стрельбе заняли соответственно 27-е и 42-е места из 51.

## Медали на Играх
| Games                 | Золото | Серебро | Бронза | Всего |
| --------------------- | ------ | ------- | ------ | ----- |
| Игры 1928 (Амстердам) | 0      | 0       | 0      | 0     |
| Игры 1960 (Рим)       | 0      | 0       | 0      | 0     |
| Игры 1964 (Токио)     | 0      | 0       | 0      | 0     |
| Total                 | 0      | 0       | 0      | 0     |